# معركة حقل غاز الشاعر (يوليو 2014)
وقعت معركة حقل غاز الشاعر في منتصف يوليو 2014 خلال الحرب الأهلية السورية عندما هاجم الجهاديون المتشددون من تنظيم الدولة الإسلامية في العراق والشام (داعش) واستولوا على الحقل من القوات الحكومية، والتي أعقبها هجوم مضاد للجيش. وكانت هذه واحدة من أكثر المعارك دموية في المعارك بين مقاتلي التنظيم المتشدد والقوات الحكومية.

## معركة
في مساء يوم 16 يوليو 2014، شن مقاتلو تنظيم الدولة الإسلامية هجوما شاملا على حقل الشاعر الواقع في منطقة تدمر الصحراوية بمحافظة حمص. وقد بدأ الهجوم بتفجير انتحاري تلاه هجوم على نقاط تفتيش تابعة للجيش. وبعد 12 ساعة من القتال، استولى المسلحون على جميع نقاط التفتيش العسكرية الثمانية وأمنت حقل الغاز. من بين 370 من أفراد ميليشيا قوات الدفاع الوطني الذين كانوا موجودين في بداية الهجوم، تمكن 30 منهم فقط من الفرار إلى حقل حجار القريب. بعد ذلك بأيام، أفيد بأن بعض الضباط العسكريين قد ارتكبوا خيانة في بداية الهجوم.
وبعد الغارة، نشر «داعش» على شبكة الإنترنت فيديو زعم أنه يظهر اثنين من قاذفات الصواريخ ودبابتين التي استولى عليها وجثث 50 شخصا ملقاة في مكان صحراوي مفتوح، ومن الواضح أن العديد منهم أعدموا.
وقد تقرر أن 270 شخصا من جانب الحكومة، من بينهم 11 عاملا مدنيا، قتلوا، وأعدم ما لا يقل عن 200 منهم بعد أن تم القبض عليهم. لا يزال هناك ما بين 200 و250 من المقاتلين الحكوميين والعمال أسرى أو مفقودين، في حين قتل 21–27 من مقاتلي الدولة الإسلامية. وصف مؤيدو الحكومة عمليات قتل الجنود بأنها «مجزرة»، وأدان المرصد السوري لحقوق الإنسان عمليات القتل، قائلا: «إن المرصد يدين الإعدام بإجراءات موجزة باعتباره جريمة حرب، بغض النظر عن الجهة التي ارتكبها في النزاع السوري. الإعدام بإجراءات موجزة هو جريمة حرب – سواء أكانت مدنيين أم مقاتلين. إنهم أسرى حرب ويجب ألا يعدموا.»
بعد ذلك بوقت قصير، شن الجيش محاولة لاستعادة حقل الغاز، الذي شمل ضربات جوية. في اليوم التالي، انضمت القوات الخاصة السورية إلى المعركة في الوقت الذي استعادت فيه القوات الحكومية أجزاء من حقل الشاعر. 11–20 جنديا و30–40 مقاتلا من تنظيم الدولة الإسلامية قتلوا خلال الاشتباكات التي دارت اليوم.
في 19 يوليو، انسحبت الطائرات الحكومية من الحقل بسبب نيران المسلحين الثقيلة من رشاشات ثقيلة عيار 23 ملم، في حين استقر القتال في هجمات كر وفر بعد أن تمكنت القوات الحكومية من استعادة مساحات كبيرة من حقل الغاز ولكنها لا تزال تحاول السيطرة على المناطق المحيطة بها.
في وقت لاحق، أبلغ عن مقتل 60–65 جنديا خلال اليوم، إما بنيران صديقة أو بسبب القتال ضد تنظيم الدولة الإسلامية.
في 20 يوليو، دفعت القوات الحكومية داعش إلى الخروج من حقل الغاز ونجحت في تأمينه، في حين استمر القتال في ضواحيه. ووفقا لمصدر آخر، فإن الدولة الإسلامية لا تزال تسيطر على حقل الغاز، على الرغم من الجهود التي يبذلها الجيش. في اليوم التالي، وصلت تعزيزات حكومية جديدة إلى قاعدة التياس الجوية، شرق مدينة حمص، في حين أسفر مزيد من القتال عن مقتل ستة جنود.
في 26 يوليو، أمن الجيش حقل الغاز، وكذلك التلال المحيطة به. جاء الاستيلاء على الحقل بعد أن تراجعت قوات داعش. ووفقا للجيش، تم تحقيق ذلك بسبب «العملية الدقيقة التي قتل فيها عشرات الإرهابيين». وزعم تنظيم الدولة الإسلامية نفسه أنه تراجع بعد تدمير معدات الحقل والاستيلاء على ما لا يقل عن 15 دبابة وعشرات الصواريخ التي استخدمت لحراسة الميدان، وبذلك تحقق هدفها.

## بعد
في أواخر أكتوبر، هاجم تنظيم الدولة الإسلامية مرة أخرى حقل الغاز، وبعد ثلاثة أيام من القتال استولى على الحقل، وكذلك على شركة حيان للغاز، التي لم تفقدوا إلى الجيش السوري إلا في 6 نوفمبر، عندما استعاد الجيش حقل غاز الشاعر وتل السيريتل من تنظيم الدولة الإسلامية في العراق والشام.